# George Saitoti
George Saitoti, né le 3 août 1945 et mort dans un accident d'hélicoptère le 10 juin 2012, est un homme d'État kényan. Il fut ministre de l'Intérieur.

## Biographie
En tant que mathématicien, Saitoti a été chef du département de mathématiques de l'Université de Nairobi, a été le pionnier de la fondation de l'Union mathématique africaine et en a été le vice-président de 1976 à 1979.
En tant qu'économiste, Saitoti a été président exécutif de la Banque mondiale et du Fonds monétaire international (FMI) en 1990-1991, et président du groupe des États d' Afrique, des Caraïbes et du Pacifique (ACP) en 1999-2000, au moment crucial phase de renégociation du nouvel accord de partenariat de développement pour remplacer la convention de Lomé expirée entre le bloc ACP et l'Union européenne (UE). Son livre Les défis des réformes économiques et institutionnelles en Afrique a influencé les orientations politiques pratiques dans un éventail de domaines au cours des années 80 et 90 turbulentes.
Saitoti a rejoint la politique en tant que député et ministre des Finances nommé en 1983, devenant le vice-président le plus ancien du Kenya, un ministre compétent de l'éducation, de la sécurité intérieure et de l'administration provinciale et des affaires étrangères. Peu le reconnaissent comme un "réformiste", mais ses recommandations en tant que président du comité de révision de la KANU, connu sous le nom de "comité Saitoti" en 1990-1991, ont ouvert la KANU à des changements internes et ont préparé le terrain pour l'abrogation. de la section 2A et le retour du Kenya à la démocratie pluraliste. Saitoti a quitté KANU et a rejoint l'opposition, devenant une figure clé dans les négociations qui ont conduit à la "Révolution de la NARC"» En 2002. En tant que ministre de la Sécurité intérieure et de l' administration provinciale, ministre par intérim des Affaires étrangères et membre clé du Comité consultatif national de sécurité (CANE), il a travaillé plus tard en étroite collaboration avec le ministère national de la Défense de voir à travers la Linda Opération Nchi contre la Groupe insurgé d'Al-Shabaab. En outre, des factions rivales ont invoqué pendant des décennies la tristement célèbre fraude Goldenberg pour chasser Saitoti de la politique, mais les tribunaux l'ont innocenté du scandale en juillet 2006. Le double héritage de Saitoti en tant que Massaï avec les membres de la famille Kikuyu le prédisposait à une vision pan-kenyane, mais lui refusait également une forte base ethnique contrairement à ses concurrents. En tant que l'un des politiciens les plus expérimentés, modestes et astucieux du Kenya, Saitoti a été facturé en tant que favori dans la course pour succéder au président Mwai Kibaki.